# Plounévez-Moëdec
Plounévez-Moëdec (bret. Plounevez-Moedeg) – miejscowość i gmina we Francji, w regionie Bretania, w departamencie Côtes-d’Armor.
Według danych na rok 1990 gminę zamieszkiwały 1482 osoby, a gęstość zaludnienia wynosiła 37 osób/km² (wśród 1269 gmin Bretanii Plounévez-Moëdec plasuje się na 422. miejscu pod względem liczby ludności, natomiast pod względem powierzchni na miejscu 146.).